# Miramar Beach
Miramar Beach ist  ein census-designated place (CDP) im Walton County im US-Bundesstaat Florida. Das U.S. Census Bureau hat bei der Volkszählung 2020 eine Einwohnerzahl von 8.002 ermittelt.

## Geographie
Miramar Beach befindet sich auf einer Barriereinsel zwischen der Choctawhatchee Bay und dem Golf von Mexiko. Der CDP liegt rund 50 km südlich von DeFuniak Springs sowie etwa 80 km östlich von Pensacola und wird vom U.S. Highway 98 (SR 30) durchquert.

## Demographische Daten
Laut der Volkszählung 2010 verteilten sich die damaligen 6.146 Einwohner auf 12.915 Haushalte (davon sind die meisten als Zweitwohnsitz genutzte Ferienwohnungen). Die Bevölkerungsdichte lag bei 516,5 Einw./km². 93,8 % der Bevölkerung bezeichneten sich als Weiße, 1,1 % als Afroamerikaner, 0,3 % als Indianer und 1,8 % als Asian Americans. 1,4 % gaben die Angehörigkeit zu einer anderen Ethnie und 1,5 % zu mehreren Ethnien an. 4,4 % der Bevölkerung bestand aus Hispanics oder Latinos.
Im Jahr 2010 lebten in 16,2 % aller Haushalte Kinder unter 18 Jahren sowie 37,5 % aller Haushalte Personen mit mindestens 65 Jahren. 56,1 % der Haushalte waren Familienhaushalte (bestehend aus verheirateten Paaren mit oder ohne Nachkommen bzw. einem Elternteil mit Nachkomme). Die durchschnittliche Größe eines Haushalts lag bei 2,02 Personen und die durchschnittliche Familiengröße bei 2,55 Personen.
14,8 % der Bevölkerung waren jünger als 20 Jahre, 20,6 % waren 20 bis 39 Jahre alt, 27,9 % waren 40 bis 59 Jahre alt und 37,0 % waren mindestens 60 Jahre alt. Das mittlere Alter betrug 52 Jahre. 47,9 % der Bevölkerung waren männlich und 52,1 % weiblich.
Das durchschnittliche Jahreseinkommen lag bei 55.139 $, dabei lebten 5,9 % der Bevölkerung unter der Armutsgrenze.
Im Jahr 2000 war Englisch die Muttersprache von 100 % der Bevölkerung.